# La República (Peru)

La República is een landelijk dagblad in Peru. Het werd op 3 mei 1981 in de hoofdstad Lima opgericht door ondernemer en politicus Gustavo Mohme Llona en journalist en hoofdredacteur Guillermo Thorndike. De krant voerde oppositie tegen het bewind van president Alberto Fujimori (1990-2000).
La República heeft op El Comercio na de grootste oplage in het land. Een regelmatig terugkerende columnist is Mario Vargas Llosa, de winnaar van de Nobelprijs voor de Literatuur in 2010. De La República-groep staat achter nog enkele andere kranten en heeft verder een aandeel in de televisiestations América Televisión en Canal N.